# Bridges (песня Алики)
«Bridges» (с англ. — «Мосты») — песня эстонской певицы Алики Миловой, выпущенная 2 декабря 2022 года. Песня представляла Эстонию на конкурсе песни Евровидение-2023 после победы в конкурсе «Eesti Laul 2023», национальном отборе Эстонии на конкурс песни «Евровидение» в этом году.

## Предыстория и композиция
В интервью фан-сайту Евровидения ESCUnited Алика рассказала, что «Bridges» была вдохновлена сессией звукозаписи, которую она проводила в Нидерландах вместе с коллегой — автором песен Ваутером Харди. По словам Миловой, она чувствовала «какое-то беспокойство» и плакала в ванной комнате. Затем Харди предложил Алике сходить куда-нибудь пообедать и там излить ему своё беспокойство. Несмотря на колебания, она приняла предложение, а затем решила написать немного музыки на пианино Харди в его доме и сочинила «Bridges» в течение трёх часов.
Для Миловой «Мосты» олицетворяли чувства, которые она испытывала в течение того дня в студии звукозаписи. Причина, по которой она выбрала название «Мосты», заключалась в том, что она хотела, чтобы слушатели общались внутри себя и с окружающими их людьми, даже при ощущении, что «[ты] потерян в большом мире, где тебя окружает множество людей».

## Конкурс песни Евровидение

### Eesti Laul 2023
Конкурс «Eesti Laul 2023» стал пятнадцатым выпуском эстонского национального отбора «Eesti Laul», в ходе которого была отобрана заявка Эстонии на участие в конкурсе песни «Евровидение-2023». Конкурс состоял из двадцати работ, которые приняли участие в двух полуфиналах 12 и 14 января 2023 года. Кульминацией полуфиналов стал финал из двенадцати песен 11 февраля 2023 года.
Песня «Bridges» была представлена во втором полуфинале 14 января и заняла последнее место среди всех десяти участников. Результаты полуфинала были определены путем сочетания 50/50 голосов профессионального жюри и общественного телеголосования в первых четырех отборочных турах, а также второго раунда общественного телеголосования в пятом отборочном туре. Публика также должна была выбрать два подстановочных знака из оставшихся неквалифицированных номеров обоих полуфиналов, чтобы сформировать состав из двенадцати песен в финале. «Bridges» могла квалифицироваться как одна из четырёх песен, прошедших отбор по совокупности голосов жюри и публики, и выйти в финал.
Выйдя в финал, «Bridges» считалась фанатами «Евровидения» одним из фаворитов на победу в конкурсе. В финале победитель был выбран в результате двух туров голосования. В первом туре жюри (50 %) и общественное телеголосование (50 %) определили три лучшие работы, которые пройдут в суперфинал. После выхода в суперфинал «Bridges» была выбрана победителем по результатам общественного телеголосования, тем самым завоевав путёвку Эстонии на конкурс песни Евровидение-2023.

### Евровидение 2023

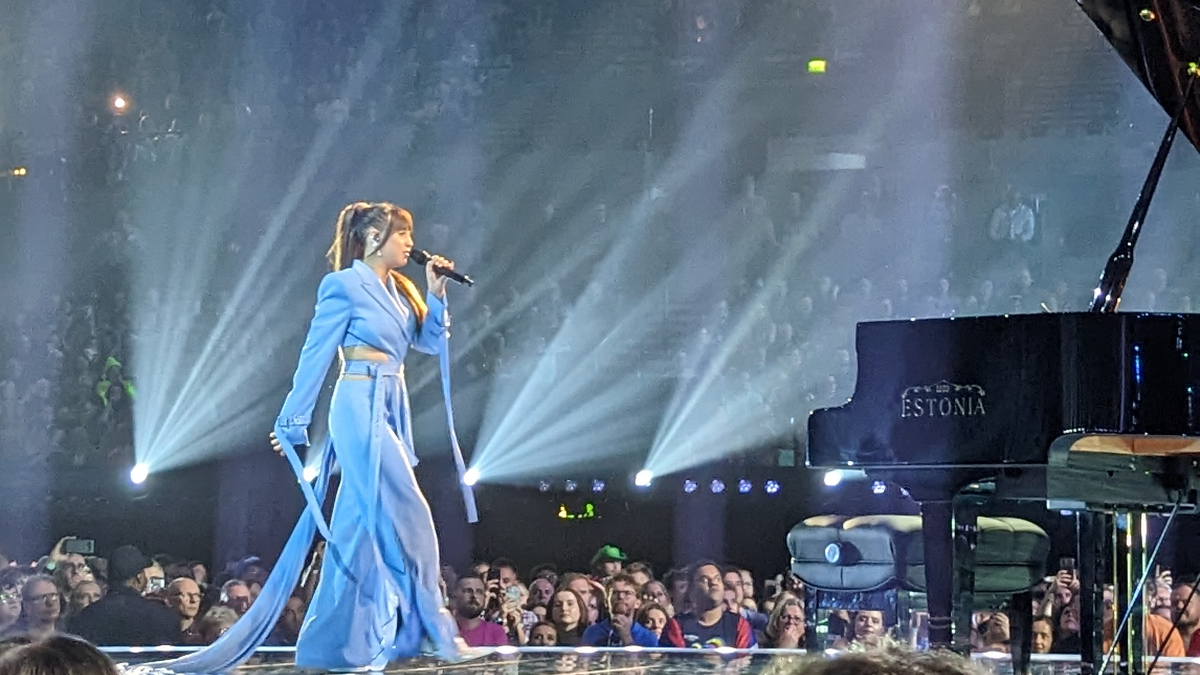
Евровидение 2023 — 2 полуфинал — Эстония — Алика

Согласно правилам «Евровидения», все страны, за исключением принимающей страны и «Большой пятёрки» (Франции, Германии, Италии, Испании и Великобритании), должны пройти квалификацию в одном из двух полуфиналов, чтобы побороться за выход в финал; десять лучших стран из каждого полуфинала — окончательный переход к финалу. Европейский вещательный союз (EBU) разделил страны-участницы на шесть разных групп на основе результатов голосования в предыдущих конкурсах, причем страны с благоприятной историей голосования были включены в одну группу. 31 января 2023 года была проведена жеребьёвка, в результате которой каждая страна попала в один из двух полуфиналов, а также в какой половине шоу они выступят. Эстония прошла во второй полуфинал, который состоялся 11 мая 2023 года, и было запланировано выступление в первой половине шоу.

## Чарты
| Чарт (2023)                                  | Высшая позиция |
| -------------------------------------------- | -------------- |
| Исландия (Plötutíðindi)                      | 40             |
| Литва (AGATA)                                | 20             |
| Нидерланды (Single Tip)                      | 23             |
| Швеция (Sweden Heatseeker Sverigetopplistan) | 17             |
| Великобритания (UK Singles Downloads Chart)  | 51             |